# Зона франка
Зона франка (фр. Zone Franc) — возглавляемый Францией валютный союз, созданный преимущественно на базе её бывших колониальных владений. Начало формирования зоны франка связано с началом выпуска во второй половине XIX века банкнот частных французских банков для французских колоний. Зона окончательно сложилась в 1939 году и получила законодательное оформление в 50-х годах XX века.

## История

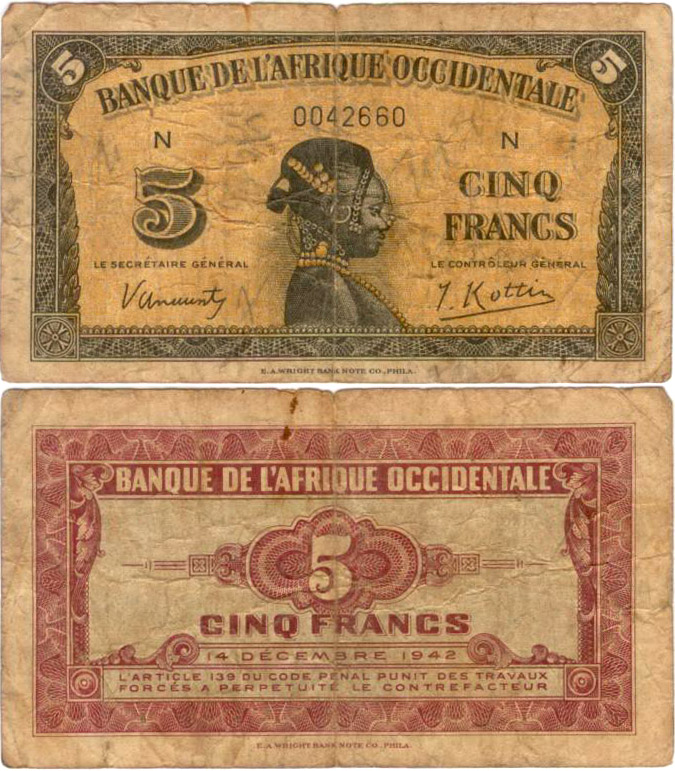
5 франков Банка Западной Африки, 1942 год

Во второй половине XIX века право выпуска банкнот во франках получили несколько частных банков: Банк Гвианы, Банк Сенегала и др. В первой половине XX в. эмиссионные функции в большей части французских колоний выполняли два банка: Банк Индокитая и Банк Западной Африки. Постепенно эти функции передавались от частных банков государственным эмиссионным органам. Последним утратил право эмиссии Банк Индокитая — в 1967 году.
Первоначально денежной единицей большинства территорий Зоны франка был французский франк. Декретом французского правительства от 26 декабря 1945 года в качестве денежной единицы французских владений в Западной и Экваториальной Африке введён франк КФА (colonies françaises d’Afrique — французских колоний в Африке). Первоначально было установлено соотношение: 1,70 французского франка = 1 франк КФА. Тем же декретом введена денежная единица тихоокеанских владений Франции — франк КФП (colonies françaises du Pacifique — французских тихоокеанских колоний). Первоначально было установлено соотношение: 2,40 французских франка = 1 франк КФП.
В 1950 году достигнуто соглашение о сохранении Зоны франка как добровольного объединения стран-участниц, о создании Валютного комитета зоны для координации валютной и кредитной политики стран зоны.
В 1949 году из Зоны вышел Французский берег Сомали, в 1960 году — Гвинея, Лаос, Вьетнам, Камбоджа, Ливан, Сирия.
Алжир, Тунис и Марокко официально не заявляли о выходе из союза, но в 60-70-х годах отошли от принципов союза, открепили валюты от французского франка и ввели валютные ограничения для стран Зоны.
В 1962 году Мали вышла из союза и ввела собственную единицу — малийский франк. Однако в 1968 году Мали вновь вошла в Зону франка.
В 1973 году из Зоны вышли Мавритания и Мадагаскар.
В 1985 году членом Зоны стала Экваториальная Гвинея, в 1997 году — Гвинея-Бисау.
| Франция, Монако                                    | Банк Франции | Французский франк | FRF         | |
| Алжир                                              | Банк Алжира (1851—1949) Банк Алжира и Туниса (1949—1958) Банк Алжира (1958—1963) | Французский франк (1830—1852) Алжирский франк (1852—1963)                                                                                                  | DZG         | 1 DZG = 1 FRF (1852—1963) |
| Бенин                                              | Банк Западной Африки (1903—1955) Эмиссионный институт Французской Западной Африки и Того (1955—1959) Центральный банк государств Западной Африки (1959—2001) | Французский франк (1898—1945) Франк КФА (1945—2001) | FRF CFA     | 1 CFA = 1,70 FRF (1945—1948) 1 CFA = 2 FRF (1948—1959) 1 CFA = 0,02 FRF (1960—1994) 1 CFA = 0,01 FRF (1994—2001) |
| Буркина-Фасо                                       | Банк Западной Африки (1904—1955) Эмиссионный институт Французской Западной Африки и Того (1955—1959) Центральный банк государств Западной Африки (1959—2001) | Французский франк (1904—1945) Франк КФА (1945—2001) | FRF CFA     | 1 CFA = 1,70 FRF (1945—1948) 1 CFA = 2 FRF (1948—1959) 1 CFA = 0,02 FRF (1960—1994) 1 CFA = 0,01 FRF (1994—2001) |
| Вьетнам (Аннам, Кохинхина, Тонкин, Южный Вьетнам)  | Банк Индокитая (1886—1951) Эмиссионный институт Камбоджи, Лаоса и Вьетнама (1951—1955) Национальный банк Вьетнама (1955—1960) | Индокитайский пиастр (1886—1955) Южновьетнамский донг (1955—1960)                                                                                          | ICFP VNR    | 1 ICFP = 10 FRF (1930—1941) 0,976 ICFP = 1 JPY (1941—1945) 1 ICFP = 17 FRF (1945—1953) 1 ICFP = 10 FRF (1953—1955) 1 VNR = 10 FRF (1955—1959) 1 VNR = 0,10 FRF (1960)                                                                      |
| Габон Центральная Африка Чад                       | Банк Западной Африки (1910—1941) Центральная касса Свободной Франции (1941—1944) Центральная касса Заморской Франции (1944—1955) Эмиссионный институт Французской Экваториальной Африки и Камеруна (1955—1959) Центральный банк государств Экваториальной Африки и Камеруна (1959—1973) Банк государств Центральной Африки (1973—2001) | Французский франк (1910—1945) Франк КФА (1945—2001) | FRF CFA     | 1 CFA = 1,70 FRF (1945—1948) 1 CFA = 2 FRF (1948—1959) 1 CFA = 0,02 FRF (1960—1994) 1 CFA = 0,01 FRF (1994—2001) |
| Гваделупа                                          | Банк де Пре (1848—1851) Банк Гвианы (1851—?) Банк Гваделупы (?—1944) Центральная касса заморской Франции (1944—1958) Центральная касса экономического сотрудничества (1958—1959) Эмиссионный институт заморских департаментов Франции (1959—)                                                                                          | Французский франк (1820—2002) Французский франк (спец. выпуск для заморских департаментов) (1944—2002)                                                     | FRF         | |
| Гвиана                                             | Банк Гвианы (1851—1944) Центральная касса заморской Франции (1944—1958) Центральная касса экономического сотрудничества (1958—1959) Эмиссионный институт заморских департаментов Франции (1959—) | Французский франк (1820—2002) Французский франк (спец. выпуск для заморских департаментов) (1944—2002)                                                     | FRF         | |
| Гвинея                                             | Банк Сенегала (1880—1903) Банк Западной Африки (1903—1955) Эмиссионный институт Французской Западной Африки и Того (1955—1959) Центральный банк государств Западной Африки (1959—1960) | Французский франк (1880—1945) Франк КФА (1945—1960) | FRF CFA     | 1 CFA = 1,70 FRF (1945—1948) 1 CFA = 2 FRF (1948—1959) 1 CFA = 0,02 FRF (1960) |
| Камбоджа                                           | Банк Индокитая (1896—1951) Эмиссионный институт Камбоджи, Лаоса и Вьетнама (1951—1955) Национальный банк Камбоджи (1955—1960) | Индокитайский пиастр (1896—1955) Камбоджийский риель (1955—1960)                                                                                           | ICFP KHR    | 1 ICFP = 10 FRF (1930—1941) 0,976 ICFP = 1 JPY (1941—1945) 1 ICFP = 17 FRF (1945—1953) 1 ICFP = 10 FRF (1953—1955) 1 KHR = 10 FRF (1955—1959) 1 KHR = 0,10 FRF (1960)                                                                      |
| Камерун (Французский Камерун)                      | Банк Западной Африки (1916—1941) Центральная касса Свободной Франции (1941—1944) Центральная касса Заморской Франции (1944—1955) Эмиссионный институт Французской Экваториальной Африки и Камеруна (1955—1959) Центральный банк государств Экваториальной Африки и Камеруна (1959—1973) Банк государств Центральной Африки (1973—2001) | Французский франк (1916—1945) Франк КФА (1945—2001) | FRF CFA     | 1 CFA = 1,70 FRF (1945—1948) 1 CFA = 2 FRF (1948—1959) 1 CFA = 0,02 FRF (1960—1994) 1 CFA = 0,01 FRF (1994—2001) |
| Конго                                              | Банк Западной Африки (1901—1941) Центральная касса Свободной Франции (1941—1944) Центральная касса Заморской Франции (1944—1955) Эмиссионный институт Французской Экваториальной Африки и Камеруна (1955—1959) Центральный банк государств Экваториальной Африки и Камеруна (1959—1973) Банк государств Центральной Африки (1973—2001) | Французский франк (1886—1945) Франк КФА (1945—2001) | FRF CFA     | 1 CFA = 1,70 FRF (1945—1948) 1 CFA = 2 FRF (1948—1959) 1 CFA = 0,02 FRF (1960—1994) 1 CFA = 0,01 FRF (1994—2001) |
| Кот-д'Ивуар                                        | Банк Западной Африки (1903—1955) Эмиссионный институт Французской Западной Африки и Того (1955—1959) Центральный банк государств Западной Африки (1959—2001) | Французский франк (1893—1945) Франк КФА (1945—2001) | FRF CFA     | 1 CFA = 1,70 FRF (1945—1948) 1 CFA = 2 FRF (1948—1959) 1 CFA = 0,02 FRF (1960—1994) 1 CFA = 0,01 FRF (1994—2001) |
| Лаос                                               | Банк Индокитая (1896—1951) Эмиссионный институт Камбоджи, Лаоса и Вьетнама (1951—1955) Национальный банк Лаоса (1955—1960) | Индокитайский пиастр (1896—1955) Лаосский кип (1955—1960)                                                                                                  | ICFP LAK    | 1 ICFP = 10 FRF (1930—1941) 0,976 ICFP = 1 JPY (1941—1945) 1 ICFP = 17 FRF (1945—1953) 1 ICFP = 10 FRF (1953—1955) 1 LAK = 10 FRF (1955—1959) 1 LAK = 0,10 FRF (1960)                                                                      |
| Ливан                                              | Банк Сирии (1920—1924) Банк Сирии и Великого Ливана (1924—1939) Банк Сирии и Ливана (1939—1960) | Ливанский фунт (1920—1960) | LBP         | 1 LBP = 10 FRF (1920—1941) 8,83 LBP = 1 GBP (1941—1945) 2,19148 LBP = 1 USD (1945—1952) фиксированный курс не устанавливался (1952—1960)                                                                                                   |
| Мавритания                                         | Банк Западной Африки (1903—1955) Эмиссионный институт Французской Западной Африки и Того (1955—1959) Центральный банк государств Западной Африки (1959—1973) | Французский франк (1903—1945) Франк КФА (1945—1973) | FRF CFA     | 1 CFA = 1,70 FRF (1945—1948) 1 CFA = 2 FRF (1948—1959) 1 CFA = 0,02 FRF (1960—1973) |
| Мадагаскар                                         | Банк Мадагаскара (1925—1950) Банк Мадагаскара и Коморских островов (1950—1962) Малагасийский эмиссионный институт (1962—1973) | Французский франк (1900—1945) Франк КФА (1945—1963) Малагасийский франк (1963—1973)                                                                        | FRF CFA MGF | 1 CFA = 1,70 FRF (1945—1948) 1 CFA = 2 FRF (1948—1959) 1 CFA = 0,02 FRF (1960—1963) 1 MGF = 0,02 FRF (1963—1973) |
| Майотта                                            | Банк Мадагаскара (1925—1950) Банк Мадагаскара и Коморских островов (1950—1962) Эмиссионный институт заморских департаментов Франции (1962—) | Французский франк (?—1945) Франк КФА (1945—1976) Французский франк (1976—2002)                                                                             | FRF CFA     | 1 CFA = 1,70 FRF (1945—1948) 1 CFA = 2 FRF (1948—1959) 1 CFA = 0,02 FRF (1960—1976) |
| Мали                                               | Банк Западной Африки (1903—1955) Эмиссионный институт Французской Западной Африки и Того (1955—1959) Центральный банк государств Западной Африки (1959—1962) Центральный банк Мали (1968—1984) Центральный банк государств Западной Африки (1984—2001)                                                                                 | Французский франк (1903—1945) Франк КФА (1945—1962) Малийский франк (1968—1984) Франк КФА (1984—2001)                                                      | FRF CFA MLF | 1 CFA = 1,70 FRF (1945—1948) 1 CFA = 2 FRF (1948—1959) 1 CFA = 0,02 FRF (1960—1962) 1 MLF = 0,01 FRF (1968—1984) 1 CFA = 0,02 FRF (1984—1994) 1 CFA = 0,01 FRF (1994—2001)                                                                 |
| Марокко (Французское Марокко)                      | Государственный банк Марокко (1911—1959) Банк аль-Магриб (1959—1973) | Марокканский франк (1911—1960) Марокканский дирхам (1961—1973)                                                                                             | MAF MAD     | 1 MAF = 1 FRF (1911—1959) 1 MAF = 0,01 FRF (1960) 1,025 MAD = 1 FRF (1961—1969) 0,9111 MAD = 1 FRF (1969—1973) |
| Мартиника                                          | Банк Мартиники (1851—1944) Центральная касса заморской Франции (1944—1958) Центральная касса экономического сотрудничества (1958—1959) Эмиссионный институт заморских департаментов Франции (1959—) | Французский франк (1820—2002) Французский франк (спец. выпуск для заморских департаментов) (1944—2002)                                                     | FRF         | |
| Нигер                                              | Банк Западной Африки (1903—1955) Эмиссионный институт Французской Западной Африки и Того (1955—1959) Центральный банк государств Западной Африки (1959—2001) | Французский франк (1900—1945) Франк КФА (1945—2001) | FRF CFA     | 1 CFA = 1,70 FRF (1945—1948) 1 CFA = 2 FRF (1948—1959) 1 CFA = 0,02 FRF (1960—1994) 1 CFA = 0,01 FRF (1994—2001) |
| Новая Каледония                                    | Банк Новой Каледонии (1874—1888) Банк Индокитая (1888—1967) Эмиссионный институт заморских территорий Франции (1967—2001) | Французский франк (1853—1945) Франк КФП (1945—2001) | FRF XPF     | 1 XPF = 2,40 FRF (1946—1948) 1 XPF = 4,32 FRF (I—X 1948) 1 XPF = 5,31 FRF (1948—1949) 1 XPF = 5,48 FRF (IV—IX 1949) 1 XPF = 5,50 FRF (1949—1959) 1 XPF = 0,055 FRF (1960—2001)                                                             |
| Новые Гебриды (формально в Зону франка не входили) | Банк Индокитая (1941—1967) Эмиссионный институт заморских территорий Франции (1967—1981) | Новогебридский франк (1941—1981) | NHF         | 141,3 NHF = 1 AUP (1941—1946) 1 NHF = 2,40 FRF (1946—1948) 1 NHF = 4,32 FRF (I—X 1948) 1 NHF = 5,31 FRF (1948—1949) 1 NHF = 5,48 FRF (IV—IX 1949) 1 NHF = 5,50 FRF (1949—1959) 1 NHF = 0,055 FRF (1960—1969) 16,16 NHF = 1 FRF (1969—1981) |
| Реюньон                                            | Банк Реюньона (1873—1944) Центральная касса заморской Франции (1944—1958) Центральная касса экономического сотрудничества (1958—1959) Эмиссионный институт заморских департаментов Франции (1959—) | Французский франк (1820—1945) Франк КФА (1945—1974) Французский франк (1975—2002)                                                                          | FRF CFA     | 1 CFA = 1,70 FRF (1945—1948) 1 CFA = 2 FRF (1948—1959) 1 CFA = 0,02 FRF (1960—1974) |
| Сенегал                                            | Банк Сенегала (1853—1903) Банк Западной Африки (1903—1955) Эмиссионный институт Французской Западной Африки и Того (1955—1959) Центральный банк государств Западной Африки (1959—2001) | Французский франк (1853—1945) Франк КФА (1945—2001) | FRF CFA     | 1 CFA = 1,70 FRF (1945—1948) 1 CFA = 2 FRF (1948—1959) 1 CFA = 0,02 FRF (1960—1994) 1 CFA = 0,01 FRF (1994—2001) |
| Сен-Пьер и Микелон                                 | Банк Сен-Пьера и Микелона (1890—1897) Центральная касса Свободной Франции (1942—1944) Центральная касса заморской Франции (1944—1958) Центральная касса экономического сотрудничества (1958—1959) Эмиссионный институт заморских департаментов Франции (1959—)                                                                         | Французский франк (1839—1945) Франк КФА (1945—1973) Французский франк (спец. выпуск для заморских департаментов) (1972—2002) Французский франк (1975—2002) | FRF CFA     | 1 CFA = 1,70 FRF (1945—1948) 1 CFA = 2 FRF (1948—1959) 1 CFA = 0,02 FRF (1960—1973) |
| Сирия                                              | Банк Сирии (1920—1924) Банк Сирии и Великого Ливана (1924—1939) Банк Сирии и Ливана (1939—1960) | Сирийский фунт (1920—1960) | SYP         | 1 SYP = 10 FRF (1920—1941) 8,83 SYP = 1 GBP (1941—1945) 2,19148 SYP = 1USD (1945—1948) 3,50 SYP = 1USD (1948—1953) 3,57 SYP = 1USD (1953—1960)                                                                                             |
| Того                                               | Банк Западной Африки (1914—1955) Эмиссионный институт Французской Западной Африки и Того (1955—1959) Центральный банк государств Западной Африки (1959—2001) | Французский франк (1914—1945) Франк КФА (1945—2001) | FRF CFA     | 1 CFA = 1,70 FRF (1945—1948) 1 CFA = 2 FRF (1948—1959) 1 CFA = 0,02 FRF (1960—1994) 1 CFA = 0,01 FRF (1994—2001) |
| Тунис                                              | Банк Алжира (1891—1949) Банк Алжира и Туниса (1949—1958) Центральный банк Туниса (1958) | Тунисский франк (1891—1958) Тунисский динар (1958) | TNF TND     | 1 TNF = 1 FRF (1891—1958) 1 TND = 1000 FRF (1958) |
| Уоллис и Футуна                                    | Банк Индокитая (1888—1967) Эмиссионный институт заморских территорий Франции (1967—2001) | Французский франк (1853—1945) Франк КФП (1945—2001) | FRF XPF     | 1 XPF = 2,40 FRF (1945—1948) 1 XPF = 4,32 FRF (I—X 1948) 1 XPF = 5,31 FRF (1948—1949) 1 XPF = 5,48 FRF (IV—IX 1949) 1 XPF = 5,50 FRF (1949—1959) 1 XPF = 0,055 FRF (1960—2001)                                                             |
| Французская Полинезия                              | Банк Индокитая (1905—1967) Эмиссионный институт заморских территорий Франции (1967—2001) | Французский франк (1842—1945) Франк КФП (1945—2001) | FRF XPF     | 1 XPF = 2,40 FRF (1945—1948) 1 XPF = 4,32 FRF (I—X 1948) 1 XPF = 5,31 FRF (1948—1949) 1 XPF = 5,48 FRF (IV—IX 1949) 1 XPF = 5,50 FRF (1949—1959) 1 XPF = 0,055 FRF (1960—2001)                                                             |
| Французский берег Сомали                           | Банк Индокитая (1907—1949) | Французский франк (1907—1945) Франк КФА (1945—1949) | FRF CFA     | 1 CFA = 1,70 FRF (1945—1948) 1 CFA = 2 FRF (1948—1949) |

## Современное состояние зоны франка

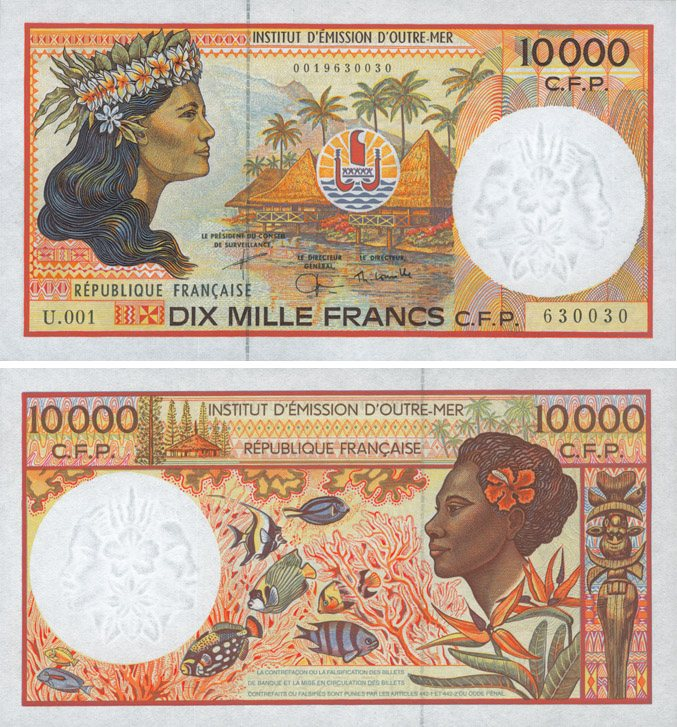
10 000 франков КФП

Функционирование Зоны франка основано на четырёх принципах:
- гарантия конвертируемости валют Зоны Казначейством Франции;
- фиксированный курс валют Зоны;
- свободный обмен валют Зоны;
- централизация золотовалютных резервов.

В настоящее время эмиссионными органами Зоны франка являются:
- Банк Франции,
- Эмиссионный институт заморских департаментов Франции,
- Эмиссионный институт заморских территорий Франции,
- Центральный банк государств Западной Африки,
- Банк государств Центральной Африки,
- Центральный банк Комор.

Казначейством Франции открыты операционные счета трёх центральных банков зоны (Центральный банк государств Западной Африки, Центральный банк государств Центральной Африки, Центральный банк Комор). Условия взаимодействия казначейства и указанных банков определены соглашениями между Министерством финансов Франции и банками. Соглашениями предусмотрена возможность дефицита по счетам банков, однако кредитование центральных банков Зоны казначейством Франции не должно быть продолжительным. Взамен гарантии французского казначейства центральные банки Зоны обязаны помещать не менее 65 % своих золотовалютных резервов на специальном счёте казначейства Франции.
Вопросы сотрудничества стран Зоны обсуждаются на совещаниях министров финансов стран Зоны, проводящихся обычно два раза в год.
| Евро                                                             | EUR | Банк Франции                                         | Европа : - Франция - Монако                                                                                                | 1 EUR = 6,55957 FRF   |
| Евро                                                             | EUR | Эмиссионный институт заморских департаментов Франции | Заморские департаменты : - Гваделупа - Гвиана - Мартиника - Реюньон - Сен-Пьер и Микелон - Майотта                         | 1 EUR = 6,55957 FRF   |
| Французский тихоокеанский франк                                  | XPF | Эмиссионный институт заморских территорий Франции    | Франция (Тихий океан) : - Новая Каледония - Французская Полинезия - Уоллис и Футуна                                        | 1000 XPF = 8,38 EUR   |
| Франк КФА BCEAO Западноафриканский экономический и валютный союз | XOF | Центральный банк государств Западной Африки          | Западная Африка : - Бенин - Буркина-Фасо - Кот д'Ивуар - Гвинея-Бисау - Мали - Нигер - Сенегал - Того                      | 1 EUR = 655,957 XOF   |
| Франк КФА BEAC Экономическое сообщество стран Центральной Африки | XAF | Банк государств Центральной Африки                   | Центральная Африка : - Камерун - Республика Конго - Габон - Экваториальная Гвинея - Центральноафриканская Республика - Чад | 1 EUR = 655,957 XAF   |
| Франк Комор                                                      | KMF | Центральный банк Комор                               | - Коморы | 1 EUR = 491,96775 KMF |

В списке территорий Зоны франка, помещённом на сайте Банка Франции, не указаны французские территории:
- заморское сообщество Сен-Бартелеми,
- заморское сообщество Сен-Мартен,
- особое территориальное образование Клиппертон (необитаемый остров в Тихом океане),
- особое территориальное образование Французские Южные и Антарктические территории.

На указанных территориях нет отделений эмиссионных органов Зоны. Сен-Бартелеми и Сен-Мартен обслуживаются агентством Эмиссионного института заморских департаментов в Гваделупе.